# St. Michael (Kaschenbach)

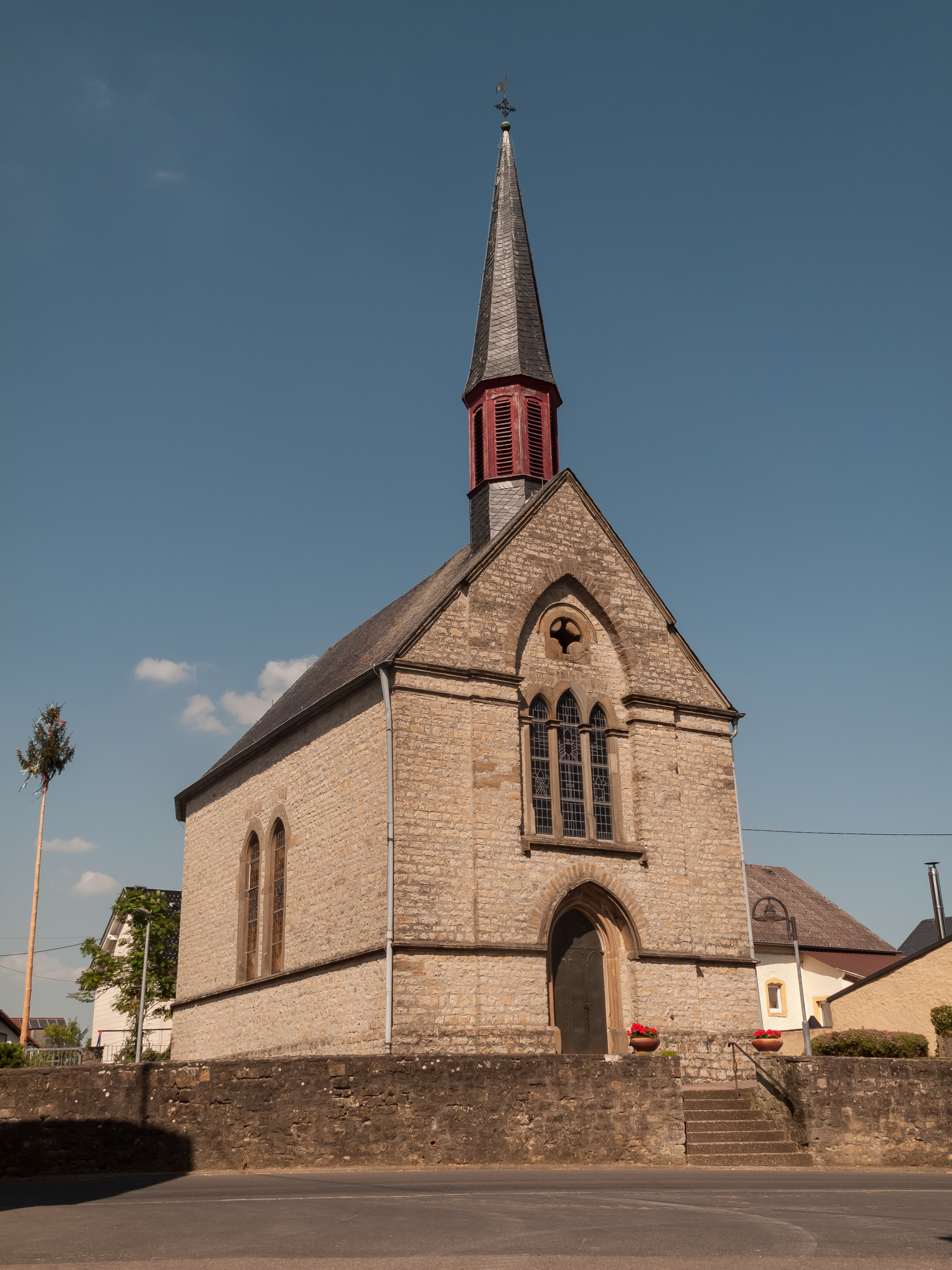
St. Michael in Kaschenbach

St. Michael ist die römisch-katholische Filialkirche von Kaschenbach im Eifelkreis Bitburg-Prüm in Rheinland-Pfalz. Die Kirche ist dem hl. Erzengel Michael geweiht. Kaschenbach gehört zur Pfarre St. Peter, Alsdorf.

## Geschichte
Ein Gotteshaus in Kaschenbach wurde im Jahr 1570 erwähnt. Von dieser erwähnten Kapelle ist noch der Chor erhalten, der heute als Sakristei genutzt wird. Zu dieser Zeit war jedoch nicht der hl. Michael Patron, sondern der hl. Thomas. 1613 wurde berichtet, dass die Kapelle in einem baufälligen Zustand war. Schon zu dieser Zeit zählte Kaschenbach zur Pfarre Alsdorf.
Im Jahr 1846 wurde die alte Kirche bis auf den Chor abgerissen und an gleicher Stelle die heutige Kirche errichtet. Im Jahr 1874 erhielt die Kirche schließlich den Dachreiter, der nach Plänen des Bitburger Kreisbaumeisters Peter Josef Julius Wolff erbaut wurde.
1992 wurde das Gotteshaus grundlegend renoviert.

## Architektur
St. Michael ist eine einschiffige Saalkirche im Übergangsstil des Klassizismus zur Neugotik. Im Osten schließt das Kirchenschiff mit einem fünfseitig geschlossenen Chor. Über dem Westgiebel, in dem sich im Erdgeschoss das spitzbogige Hauptportal befindet und darüber ein dreiteiliges Spitzbogenfenster befindet, erhebt sich der schiefergedeckte achteckige Dachreiter.